# Bānswāda
Bānswāda är en ort i Indien.   Den ligger i distriktet Nizamabad District och delstaten Telangana, i den centrala delen av landet, 1 100 km söder om huvudstaden New Delhi. Bānswāda ligger 387 meter över havet och antalet invånare är 22 665.
Terrängen runt Bānswāda är platt, och sluttar västerut. Runt Bānswāda är det tätbefolkat, med 257 invånare per kvadratkilometer. Närmaste större samhälle är Birkūr, 12,9 km nordväst om Bānswāda. Trakten runt Bānswāda består till största delen av jordbruksmark.